# بولکوو (یاوور)
بولکوو (به لاتین: Bolków) یک شهر و گمینا در لهستان است که در گمینا بولکوو واقع شده‌است. بولکوو ۷٫۶۸ کیلومتر مربع مساحت و ۵٬۳۰۱ نفر جمعیت دارد و ۳۸۰ متر بالاتر از سطح دریا واقع شده‌است.

## خواهرخوانده
شهر برکن، نوردراین-وستفالن خواهرخواندهٔ بولکوو (یاوور) هست.